# 圣萨比娜-博恩
圣萨比娜-博恩（法語：Sainte-Sabine-Born，法語發音：[sɛ̃t sabin bɔʁn]）是法国多尔多涅省的一个旧市镇，位于该省南部，属于贝尔热拉克区。圣萨比娜-博恩于1974年由原市镇圣萨比娜（Sainte-Sabine）和博恩德尚（Born-de-Champs）合并而成。2016年1月1日，圣萨比娜-博恩与相邻的另外3个市镇合并为新市镇佩里戈尔地区博蒙图瓦（Beaumontois en Périgord）。

## 地理
圣萨比娜-博恩（44°41'35"N, 0°45'6"E）面积23.97 平方千米，位于法国新阿基坦大区多爾多涅省，该省份为法国西南部内陆省份，是法國本土面积第三大的省，大致对应佩里戈尔地区，北起顺时针与夏朗德省、上维埃纳省、科雷兹省、洛特省、洛特-加龙省、吉倫特省和滨海夏朗德省接壤。
与圣萨比娜-博恩接壤的市镇（或旧市镇、城区）包括：圣莱昂迪西雅克、诺萨讷、诺雅勒和克洛特、朗皮约、拉耶、里沃、马济耶尔-纳雷斯、圣拉德贡德、福里耶。

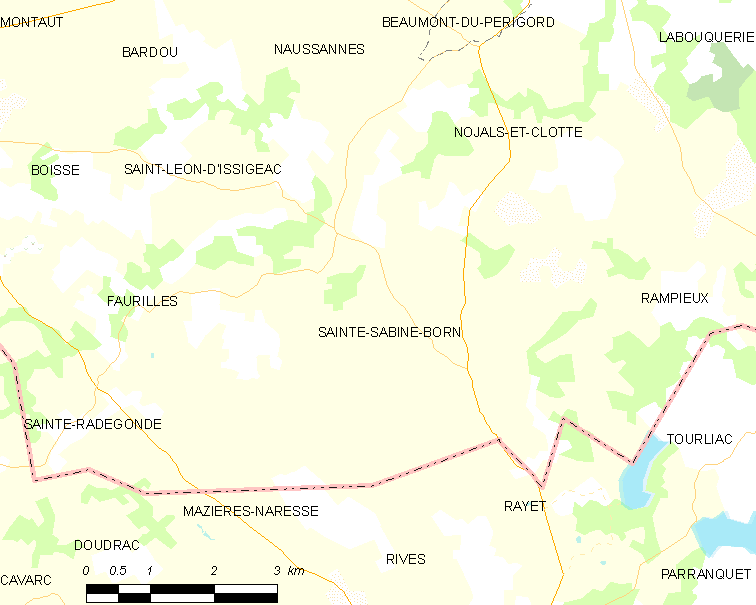
圣萨比娜-博恩的OSM定位图

圣萨比娜-博恩的时区为UTC+01:00、UTC+02:00（夏令时）。

## 行政
圣萨比娜-博恩的邮政编码为24440，INSEE市镇编码为24497。

## 政治
圣萨比娜-博恩所属的省级选区为拉兰德县。

## 人口

1962-2008年间圣萨比娜-博恩人口变化图示

圣萨比娜-博恩于2018年1月1日时的人口数量为372人。